# Château du Diable (Caudan)
Le château du Diable est un édifice situé à Caudan, en France.

## Situation
Le château est situé sur le territoire de la commune de Caudan, au lieu-dit Penderff, dans le département du Morbihan, en région Bretagne.

## Description
Le château est construit selon un plan en équerre, orienté au sud il est prolongé par des dépendances en retour. D'après l'extrait de vente de 1937, le château comprenait quatre pièces au rez-de-chaussée, cinq chambres à l'étage, un grand et un petit grenier dans le comble. La conciergerie et les écuries à comble à surcroît ainsi que les remises à porte charretière construites en alignement sont enduites et couvertes d'une toiture recouverte en ardoises à longs pans et pignon couvert.

## Histoire
Le château date du XVIIIe siècle, aujourd'hui disparu. Le château doit son appellation au propriétaire, un marchand de parc à bois sur flotte à Lorient dont la fortune rapide et suspecte l'ont apparenté au diable dans la conscience populaire. En 1937, le château est acheté par le lycée Dupuy-de-Lôme pour faire du parc un lieu de détente aux pensionnaires. Il est partiellement détruit pendant la Seconde Guerre mondiale par des bombardements américains. Les dépendances subsistantes sont tombées en ruines après 1975.
Il est inscrit à l'inventaire général du patrimoine culturel.